# Starzec pomarszczony
Starzec pomarszczony (Centurio senex) – gatunek ssaka z podrodziny owocnikowców (Stenodermatinae) w obrębie rodziny liścionosowatych (Phyllostomidae).

## Taksonomia
Rodzaj i gatunek po raz pierwszy zgodnie z zasadami nazewnictwa binominalnego opisał w 1842 roku angielski zoolog John Edward Gray, nadając im odpowiednio nazwy Centurio i Centurio senex. Holotyp pochodził z El Realejo, w Nikaragui. Podgatunek po raz pierwszy zgodnie z zasadami nazewnictwa binominalnego opisał w 1968 roku amerykański zoolog John L. Paradiso, nadając mu nazwę Centurio senex greenhalli. Holotyp pochodził z Port-of-Spain, w Saint George, na Trynidadzie, w państwie Trynidad i Tobago. Jedyny przedstawiciel rodzaju starzec (Centurio).
Pomimo innych nazw stosowanych dla C. senex, jego taksonomia pozostała niezwykle stabilna z bardzo niewielką ilością zmian lub rewizji nazw. Stabilność ta może być związana z jego unikalną morfologią. Autorzy Illustrated Checklist of the Mammals of the World rozpoznają dwa podgatunki.

### Etymologia
- Centurio: łac. centurio „centurion”; okaz typowy miał na ramionach siwe kępki włosów przypominających epolety[16].
- Trichocoryes: gr. θριξ thrix, τριχος trikhos „włosy”; κορυς korus, κορυθος koruthos „hełm”[17].
- senex: łac. senex, senis „starsza osoba”[18].
- greenhalli: Arthur Merwin Greenhall (1911–1998), amerykański zoolog i przyrodnik[19].

## Zasięg występowania
Starzec pomarszczony występuje w Ameryce, zamieszkując w zależności od podgatunku:
- C. senex senex – tropikalny Meksyk od północnej części stanu Sinaloa i południowej części stanu Tamaulipas do półwyspu Jukatan, na południe przez Amerykę Centralną i dalej do północnej Ameryki Południowej w północnej Kolumbii i Wenezueli.
- C. senex greenhalli – znany tylko z Trynidadu i Tobago.

## Morfologia
Długość ciała 58–65 mm, ogon niewidoczny, długość ucha 14–17 mm, długość tylnej stopy 9–14 mm, długość przedramienia 41–45 mm; masa ciała 17–23 g. Na pysku rozbudowane, bezwłose fałdy skórne (brak właściwej narośli nosowej, typowej dla pozostałych przedstawicieli rodziny liścionosowatych), zaś w przypadku samców – zwisająca pod brodą maska skórna, która może być naciągana na pysk i oczy. Struktur takich nie spotyka się u żadnego innego gatunku nietoperza. Ogona brak. Na błonach skrzydłowych seria równoległych, białych pasków. Futro na grzbiecie żółtawo-brunatne. Wzór zębowy: I {\displaystyle {\tfrac {2}{2}}} C {\displaystyle {\tfrac {1}{1}}} P {\displaystyle {\tfrac {2}{2}}} M {\displaystyle {\tfrac {2}{2}}} = 28. Kariotyp wynosi 2n = 28 i FN = 52. Chromosom X jest subtelocentryczny, chromosom Y jest submetacentryczny.

## Ekologia
Gatunek wyłącznie owocożerny (odżywia się dojrzałymi lub wręcz przejrzałymi, soczystymi owocami). Występuje w tropikalnych lasach deszczowych, ale też suchych lasach, lasach galeriowych, na plantacjach i w ogrodach.